# Dějiny filozofie (věda)
Dějiny filozofie nebo historicko-filozofická věda je oblast filozofie, která zkoumá dějiny filozofie.

## Definice
Jedna z učebnic definuje předmět této filozofické disciplíny takto:
| „                              | Dějiny filosofie jako věda se zabývají zkoumáním vzniku a vývoje učení, které určitým způsobem řeší problémy filosofie a [...] vysvětlují obecné zákony bytí a poznání. Předmětem [...] dějin filosofie jako vědy jsou dějiny vzniku a řešení filosofických problémů. | “ |
| — Dějiny filozofie (učebnice). | |   |

Filozofické směry je nutno odlišovat od učení, škol, proudů. Učení, jako systém určitých, logicky navzájem spjatých názorů, lze zkoumat jako prvotní fenomén historicko-filozofického procesu. Pokud má nějaké učení, vytvořené jednotlivým filozofem nebo skupinou stejně smýšlejících, svoje pokračovatele, kteří je rozvíjejí nebo modifikují, formují se filozofické školy. Souhrn různých modifikací jednoho filozofického učení, které rozvíjejí různé, často si konkurující školy, můžeme nazvat proudem. Směr je souhrn filozofických proudů (a tedy i učení), které přes všechny svoje vzájemné rozdíly sdílí některé principiálně významné společné zásady.

## Vznik
První vážný pokus o vytvoření systematických dějin filozofie učinil Hegel ve svých „Přednáškách o dějinách filozofie“. Dějiny filozofie vykládal jako proces postupného vývoje idejí, v němž se uskutečňuje samovývoj absolutního ducha; jednotlivá stádia ve vývoji filozofie jsou podle Hegelova názoru jednotlivými stupni sebepoznání absolutního ducha.

## Divergence filozofických učení a její interpretace
Jednou z hlavních otázek zkoumání specifiky filozofického vědění je otázka o filozofických směrech. Směry pochopitelně existují ve všech vědách. Tam však to jsou obvykle směry výzkumu podmíněné výběrem objektů nebo metodiky výzkumu. Takové směry se často rozvíjejí paralelně, navzájem se podporují, a vzniknou-li mezi nimi spory, řeší se v poměrně krátkém historickém období, protože spor se týká dílčích otázek, jež se vyřeší pozorováním, experimenty, praktickým vyzkoušením. Něco jiného jsou filozofické směry. Rozmanitost směrů, která specifickým způsobem charakterizuje filozofii, vždy vyvolávala nedůvěru v její schopnost řešit diskutované problémy. Rousseau psal s rozhořčením o směrech, které spolu navzájem soupeří:
| „                                                     | Ptám se jen: co je to filozofie, co obsahují spisy nejznámějších filozofů, jaká jsou ponaučení těchto přátel moudrosti? Posloucháme-li je, cožpak není možno je považovat za tlupu šarlatánů, kteří vykřikují každý své na veřejném náměstí: pojďte ke mně, pouze já se nikdy nemýlím! Jeden tvrdí, že tělesa v přírodě vůbec nejsou a že všechno jsou jen moje představy o nich; druhý, že neexistuje jiná látka kromě hmoty, jiný bůh kromě Přírody. Ten prohlašuje, že neexistují ani ctnosti, ani hříchy a že dobro a zlo v oblasti morálky jsou výmysl, jiný, že lidé jsou vlci a mohou s klidným svědomím požírat jeden druhého. | “ |
| — Jean-Jacques Rousseau: Rozprava o vědách a uměních. | |   |

Filozofové, kteří zamýšlejí nad divergencí filozofických učení, se zcela rozcházejí v hodnocení tohoto jevu, jeho podstaty, významu a perspektiv. Někteří filozofové vidí v různosti filozofických směrů důkaz o neschopnosti filozofie stát se vědou, jiní názorný důkaz toho, že filozofie vědou být nemusí. Vždyť od umění se také nežádá vědeckost, proč ji tedy žádat od filozofie, která se liší i od vědy, i od umění.
Někteří badatelé pokládají divergenci filozofických učení za nepřekročitelnou základní charakteristiku každého filozofického sporu, čímž oživují základní princip antického skepticismu: filozofie se radikálně liší od každého jiného vědění tím, že zásadně nemůže být jednomyslná. Hegel kritizival skeptický výklad historicko-filozofického procesu jako hledisko obyčejného poznání, které se pokládá za filozoficky hlubokomyslné, zatímco ve skutečnosti ukazuje jen povrchní rozdíly, různost názorů, a nepozoruje nesrovnatelně podstatnější, i když ne očividnější jednotu. Rozdíly mezi filozofickými učeními pokládal Hegel za rozpory procesu vývoje mnohostranné pravdy, kterou tyto, na první pohled zcela rozdílné filozofie obsahují.
Některé filozofické směry
- atomismus vs. holismus
- monismus vs. dualismus a pluralismus
- materialismus vs. idealismus
- empirismus vs. racionalismus vs. iracionalismus
- nominalismus vs. realismus
- antropocentrismus vs. biocentrismus

- existencionalismus
- fenomenologie
- filosofická antropologie
- novokantovství
- novotomismus
- personalismus
- pozitivismus a novopozitivismus
- pragmatismus